# Rahman Ahmadi
Rahman Ahmadi (ur. 30 lipca 1980 w Nouszahr) – irański piłkarz występujący na pozycji bramkarza w irańskim klubie Pars Jonoubi Jam oraz w reprezentacji Iranu. Znalazł się w kadrze na Mistrzostwa Świata 2014.